# Clotilde Joano
Pour les articles homonymes, voir Rabinovitch.
Clotilde Joano, de son vrai nom Clotilde Rabinovitch, est une actrice française, née le 3 janvier 1932 à Genève et morte le 23 mars 1974 à Milly-la-Forêt.

## Biographie
D'origine juive russe par son père (Georges Rabinovitch) et suisse par sa mère, Clotilde Joano, passe son enfance et son adolescence à Aix-en-Provence où elle effectue toutes ses études.
Elle se rend ensuite à Paris pour suivre les cours d'art dramatique de Charles Dullin, de Tania Balachova et de Michel Vitold, parallèlement à ceux dispensés par René Simon et débute ensuite avec la compagnie Hermantier dans Lysistrata de Maurice Donnay.
Roger Planchon la dirige à son tour dans de nombreuses pièces dont La Nuit des rois, Henri IV et Falstaff de Shakespeare ainsi que dans George Dandin de Molière.
On la retrouve ensuite au Gymnase où, dans une mise en scène de Luchino Visconti, elle joue Après la chute d'Arthur Miller.
Sur la scène du Théâtre La Bruyère, on peut l'applaudir dans Tobie et Sara de Paul Claudel ainsi que dans Le Gobe-Douille de Roland Dubillard.
Elle participe également, l'espace d'une saison, à l'aventure du Théâtre national populaire encore sous l'autorité de Jean Vilar, qui lui confie le rôle d'Ismène dans Phèdre de Racine.
Elle joue dans près de trente films, dont Z, où elle incarne Shoula, la jeune femme qui apprend le complot qui se trame contre le député pacifiste incarné par Yves Montand.
Elle retrouve celui-ci dès le film suivant, une délicieuse comédie débridée de Philippe de Broca, Le Diable par la queue, dans laquelle elle interprète la sage comtesse pianiste dont s'éprend le sémillant truand précisément incarné par Montand.

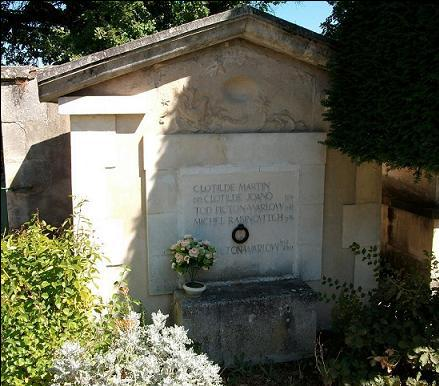
Tombe de Clotilde Joano au cimetière de Goult.

Sa dernière apparition à l'écran (outre un court métrage) est pour L'Horloger de Saint-Paul, tiré d'un roman de Georges Simenon. Elle y joue la jeune journaliste qui sympathise avec Philippe Noiret.
Enfin, pour son mari François Martin, alors jeune réalisateur, elle participe à son court métrage L'Équinoxe.
Entre le théâtre qui garde sa préférence (elle se produit aussi dans une pièce américaine à Broadway) et le cinéma, on la voit néanmoins dans plusieurs rôles dramatiques télévisés, entre autres : La Feuille d'érable, Le Maître de Santiago, Les Trois Sœurs, Le Héros et le Soldat, Un cœur qui se brise, L'Interrogatoire, Les Fraises de l'automne.
Morte le 23 mars 1974 à Milly-la-Forêt des suites d'un cancer à l'âge de 42 ans, elle est inhumée dans le caveau familial du cimetière de Goult (Vaucluse), avec son beau-père Tod Picton-Warlow, sa mère Ayet Picton-Warlow et son frère Michel Rabinovitch.

## Filmographie
- 1959 : Clarisse Fenigan (téléfilm) : Clarisse
- 1960 : Les Trois Sœurs (téléfilm) : Macha
- 1960 : Les Bonnes Femmes de Claude Chabrol : Jacqueline
- 1960 : Vive Henri IV, vive l'amour de Claude Autant-Lara
- 1960 : Ô saisons, ô châteaux (court métrage) d'Agnès Varda
- 1961 : Hauteclaire ou le Bonheur dans le crime (téléfilm) : Delphine
- 1961 : Le Théâtre de la jeunesse épisode Cosette (d'après Les Misérables) d'Alain Boudet : Fantine
- 1961 : Amélie ou le temps d'aimer de Michel Drach : Fanny
- 1962 : Le Mannequin de Belleville (court métrage) de Jean Douchet : Christina
- 1962 : Ton ombre est la mienne d'André Michel : Anne Bergerat
- 1963 : Le Scieur de long (téléfilm) : Blanche
- 1964 : Equinoxe (court métrage) de François Martin
- 1964 : Aurélia (court métrage) d'Anne Dastrée : Aurélia
- 1965 : Le Maître de Santiago (téléfilm) : Mariana
- 1967 : Mary de Cork (téléfilm) de Maurice Cazeneuve : Mary
- 1969 : Z de Costa-Gavras : Shoula
- 1969 : Le Diable par la queue de Philippe de Broca : La comtesse Jeanne
- 1969 : Money-Money de José Varela : Lise
- 1969 : L'Invitée (L'Invitata) de Vittorio de Seta : Michèle
- 1970 : Le Cyborg ou Le Voyage vertical (téléfilm) : Caroline
- 1970 : L'Interrogatoire (téléfilm) de Jean Patrick
- 1971 : Mon fils (série télévisée) de François Martin
- 1971 : L'Objet perdu (téléfilm) d'André Michel : Marianne
- 1973 : Le Mariage à la mode de Michel Mardore
- 1973 : Les Noces rouges de Claude Chabrol : Clotilde Maury
- 1973 : Un homme libre de Roberto Muller : L'antiquaire
- 1973 : Les Fraises d'automne (téléfilm) : Lizzie
- 1974 : Le comte Yoster a bien l'honneur : jeu avec la mort (téléfilm) de Jean Herman
- 1974 : Le Jeu des preuves (court métrage) de Luc Béraud
- 1974 : L'Horloger de Saint-Paul de Bertrand Tavernier : Janine Boitard
- 1974 : L'Amour triste (téléfilm) de François Martin : Hélène[1]

## Théâtre
- 1954 : Lysistrata de Maurice Donnay d'après Aristophane, mise en scène Raymond Hermantier
- 1956 : Deux Interludes : Saint Elie de Gueuce et Catherine Aulnaie de Patrice de La Tour du Pin, mise en scène Antoine Bourseiller, Poche Montparnasse
- 1957 : Phèdre de Racine, mise en scène Jean Vilar, TNP Festival de Strasbourg
- 1959 : Falstaff de William Shakespeare, mise en scène Roger Planchon, Théâtre de l'Ambigu
- 1959 : Henri IV de William Shakespeare, mise en scène Roger Planchon, Théâtre de l'Ambigu
- 1961 : Schweik dans la Seconde Guerre mondiale de Bertolt Brecht, mise en scène Roger Planchon, Théâtre de la Cité de Villeurbanne, Théâtre des Champs-Élysées
- 1961 : George Dandin de Molière, mise en scène Roger Planchon, Théâtre de la Cité Villeurbanne
- 1964 : Inès de Portugal d'Alejandro Casona, mise en scène Jean Collomb, Festival de Bellac
- 1965 : Après la chute (After the Fall) d'Arthur Miller, mise en scène Luchino Visconti, Théâtre du Gymnase avec Annie Girardot, Michel Auclair
- 1967 : Un cœur qui se brise (The Broken Heart) de John Ford, pièce enregistrée en studio pour la 1re chaîne de télévision; rôle : Calantha
- 1971 : Le Gobe-douille sketches de Roland Dubillard, Guy Foissy, Christopher Frank et Jean-Claude Grumberg, mise en scène Jacques Seiler, Théâtre La Bruyère